# Stadtmodelle von Hannover

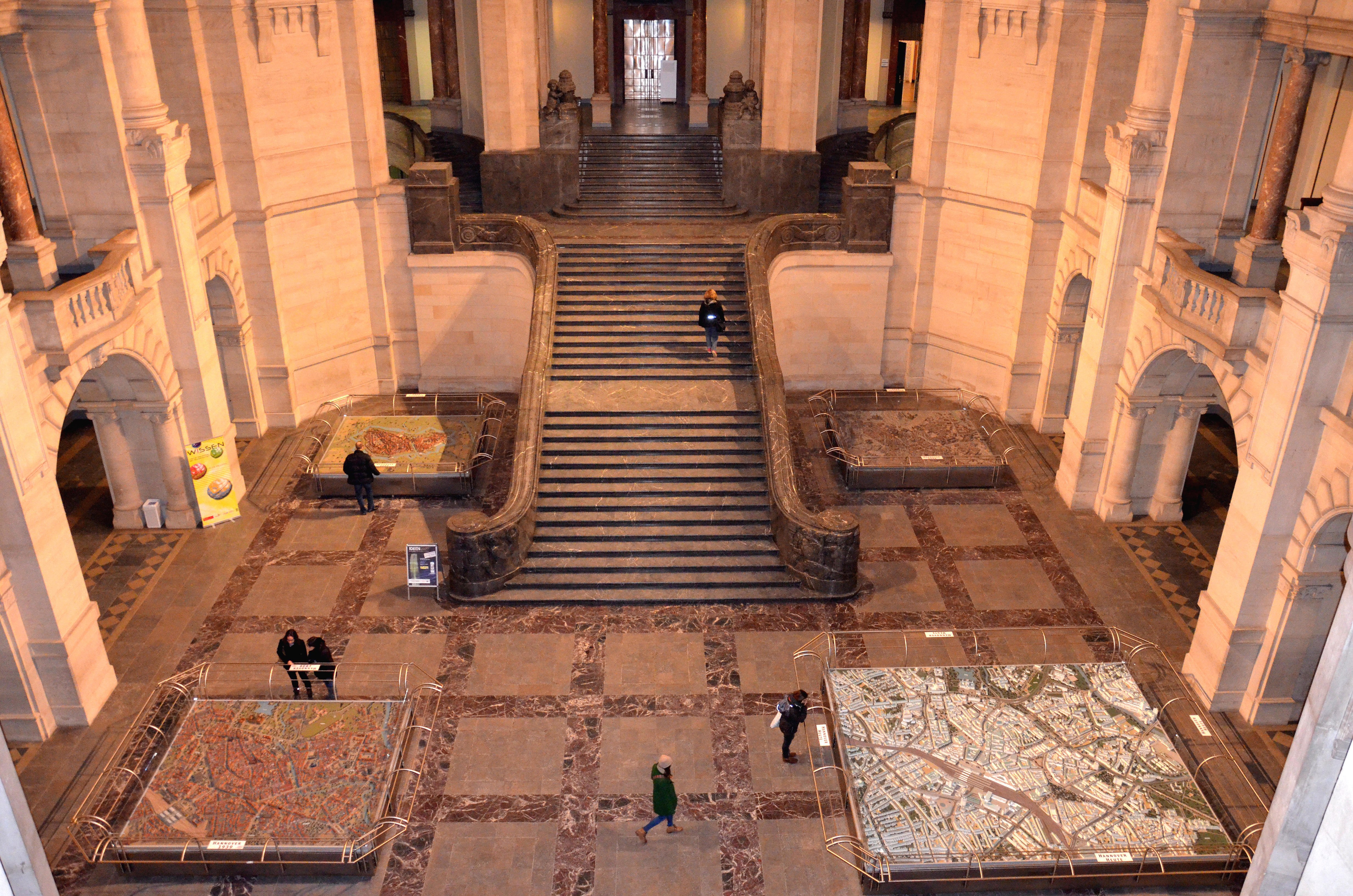
Die vier Stadtmodelle im Neuen Rathaus von Hannover

Die Stadtmodelle von Hannover in der Kuppelhalle des Neuen Rathauses zeigen die Stadt Hannover und die bis 1824 selbständige Calenberger Neustadt in ihren städtebaulichen Zuständen von 1689, 1939, 1945 und der Gegenwart und dienen zur Vermittlung der hannoverschen Stadtentwicklung.

## Beschreibung
Die vier Stadtmodelle im Neuen Rathaus wurden – vermutlich auf Anregung von Rudolf Hillebrecht – anlässlich der 1951 veranstalteten Bauausstellung Constructa in der Größe 4,5 × 5,5 m angefertigt. Sie sollten präzise, gesicherte und vor allem zweckgebundene Informationen über Hannover ab der Zeit um 1689 veranschaulichen. Drei dieser Stadtmodelle wurden während der Ausstellung „Moderne Architektur in der Bundesrepublik Deutschland“ von Juli 1966 bis Januar 1967 in der Sowjetunion in den Städten Leningrad, Kiew  und Moskau gezeigt, wo die Modelle des Zustandes von 1939, 1945 und das ergänzte Modell von 1951 den „vorbildlichen Wiederaufbau der Stadt Hannover“ veranschaulichen sollten.
Die Stadtmodelle sind in Stadt- und Architekturführern verzeichnet und dienen als Ausgangspunkt oder Station von Stadtführungen. Ihre Pflege und Instandhaltung liegt beim Fachbereich Planen und Stadtentwicklung.

Ein Modell der Stadt Hannover um 1689
Hannover vor dem Zweiten Weltkrieg
Modell der zerstörten Innenstadt von 1945
Modell des heutigen Hannover

## Weitere Stadtmodelle
Bereits zur Zeit des Nationalsozialismus war ein Stadtmodell entstanden, um die geplante Umgestaltung Hannovers auf der Grundlage des am 4. Oktober 1937 erlassenen Gesetzes zur „Baugesinnung des Dritten Reiches“ zu veranschaulichen. Es zeigte nach den im März 1940 von Adolf Hitler genehmigten Umbauplänen ein gigantisches NSDAP-Forum und eine „Halle der Volksgemeinschaft“ mit 30.000 Sitzplätzen westlich des Maschsees. Im Rahmen der Amtseinführung des Gauleiters Hartmann Lauterbacher präsentierte Stadtbaurat Karl Elkart das Stadtmodell am 19. Januar 1941 Rudolf Heß, dem Stellvertreter des Führers. Die geplanten Bauten wurden nicht realisiert, lediglich die Fundamente einer geplanten Tribüne wurden am „Aufmarschgelände“ gelegt.
Ein weiteres Stadtmodell befindet sich im Historischen Museum am Hohen Ufer. Es zeigt Hannover im Jahr 1875, als mit 100.000 Einwohnern die Schwelle zur Großstadt überschritten wurde. 2009 stand es im Zentrum der Ausstellung „Stadtbilder: Hannover 1870–1900“.
Der Fachbereich Planen und Stadtentwicklung der Stadt besitzt für die Planung der Bauverwaltung ein Innenstadtmodell im Maßstab 1:500 und für den gesamten Stadtbereich ein „digitales Klötzchenmodell“.